# Mosses (Alabama)
Mosses és una població dels Estats Units a l'estat d'Alabama. Segons el cens del 2000 tenia 1.101 habitants.

## Demografia
Segons el cens del 2000, Mosses tenia 1.101 habitants, 364 habitatges, i 281 famílies. La densitat de població era de 88,9 habitants/km².
Dels 364 habitatges en un 44,8% hi vivien nens de menys de 18 anys, en un 25,5% hi vivien parelles casades, en un 45,6% dones solteres, i en un 22,8% no eren unitats familiars. En el 20,6% dels habitatges hi vivien persones soles el 3,6% de les quals corresponia a persones de 65 anys o més que vivien soles. El nombre mitjà de persones vivint en cada habitatge era de 3,02 i el nombre mitjà de persones que vivien en cada família era de 3,5.
Per edats la població es repartia de la següent manera: un 34,6% tenia menys de 18 anys, un 12,9% entre 18 i 24, un 27,2% entre 25 i 44, un 17,2% de 45 a 60 i un 8,2% 65 anys o més.
L'edat mediana era de 27 anys. Per cada 100 dones hi havia 84,1 homes. Per cada 100 dones de 18 o més anys hi havia 74,8 homes.
La renda mediana per habitatge era de 17.031 $ i la renda mediana per família de 22.273 $. Els homes tenien una renda mediana de 21.528 $ mentre que les dones 16.771 $. La renda per capita de la població era de 8.268 $. Aproximadament el 39% de les famílies i el 43% de la població estaven per davall del llindar de pobresa.

## Poblacions més properes
El següent diagrama mostra les poblacions més properes.